# 행복이 쏟아지는 벌판
"행복이 쏟아지는 벌판"은 1973년 공개된 대한민국의 영화이다.

## 배역
- 정일
- 윤정희
- 나오미